# Bereberes
Los bereberes o amaziges (en amazig: «amazigh» en singular (ⵎⵣⵗ en tifinag / ⴰⵎⴰⵣⵉⵖ en neotifinag), «imazighen» en plural (ⵎⵣⵗⵏ / ⵉⵎⴰⵣⵉⵖⴻⵏ) son las personas pertenecientes a un conjunto de etnias autóctonas del norte de África, denominado Tamazgha. A menudo se prefiere utilizar la denominación amazig, pues bereber viene de la adaptación al árabe del vocablo griego βάρβαρος, que quiere decir bárbaro.
Se distribuyen desde la costa atlántica del oeste de África, en Marruecos, hasta la mediterránea, en el oasis de Siwa, en Egipto, como extremos occidental y oriental, respectivamente, y desde la costa del mar Mediterráneo, al norte, hasta el Sahel, como extremos norte y sur.
Los bereberes del norte de África y el Sahara se dividieron originalmente en tres grupos étnicos principales: los lowatas, los sanhayas y los zanatas. A su vez cada grupo se subdividió en muchos otros más pequeños. Durante mucho tiempo la mayoría de los grupos bereberes permanecieron independientes, aunque todos estuvieron algo influenciados por las civilizaciones que florecieron sucesivamente a lo largo de las costas del Mediterráneo.
Las tribus más conocidas son las de los rifeños (región del Rif), en Marruecos, y los cabilios (región de Cabilia), en Argelia. 
Los aborígenes canarios, más conocidos como guanches, también formaban parte de este grupo étnico. Los actuales canarios tienen parte genética heredada de estos pobladores.
El conjunto de las lenguas bereberes, lenguas amaziges o la lengua «tamazight» (femenino de «amazigh») es una rama de las lenguas afroasiáticas. Se estima que en el norte de África existen entre 30 y 60 millones de bereberófonos, concentrándose especialmente en Marruecos y en Argelia, y unos cuatro millones en los países de Europa. Los bereberes son característicamente caucásicos, el Haplogrupo E ADN-Y es el que más abunda en ellos. Aunque el color de la piel es claro, se cree que en realidad es una etnia mixta de caucásicos como los rifeños o cabilios y en poca frecuencia pueblos del África subsahariana, como por ejemplo los Tuareg, que son un grupo bereber mixto.

## Etimología
«Bereber» procede de la adaptación árabe («barbr») del vocablo griego βάρβαρος («bárbaros»), aunque la autodenominación que usan muchos bereberes es «imazighen» (en singular «amazigh») y términos relacionados, que significa «hombres libres». Esta denominación es común en Marruecos y en Argelia, y desde mediados del siglo XX se tiende a emplear el término amazig, la apelación original, en vez de bereber, un término importado, para reagrupar a todas las etnias bereberes (cabilios, chleuh, rifeños, etc.). En la Antigüedad, los griegos conocían a los bereberes como libios, los egipcios los nombraban mashauash, del nombre de una tribu bereber cercana a sus tierras, y los romanos los llamaban numidios o mauritanos. Los europeos medievales los incluyeron en los moros o mauros, nombre que aplicaban a todos los musulmanes del África septentrional.
Los diccionarios históricos de idioma castellano incluyen las grafías amaciga, amacirga, amazirga, amarciga, amazygh, mazig, amazig, amaziga, amazigh, y amazigue.

## Historia

### Edad Antigua
Se desconoce cuál es su origen étnico, aunque los yacimientos arqueológicos hallados en el Sáhara, como las pinturas rupestres de Tassili n'Ajjer, datan la presencia del ser humano en esta parte de África desde por lo menos 6000 años a. C., lo que abona la hipótesis de una etnogénesis local.

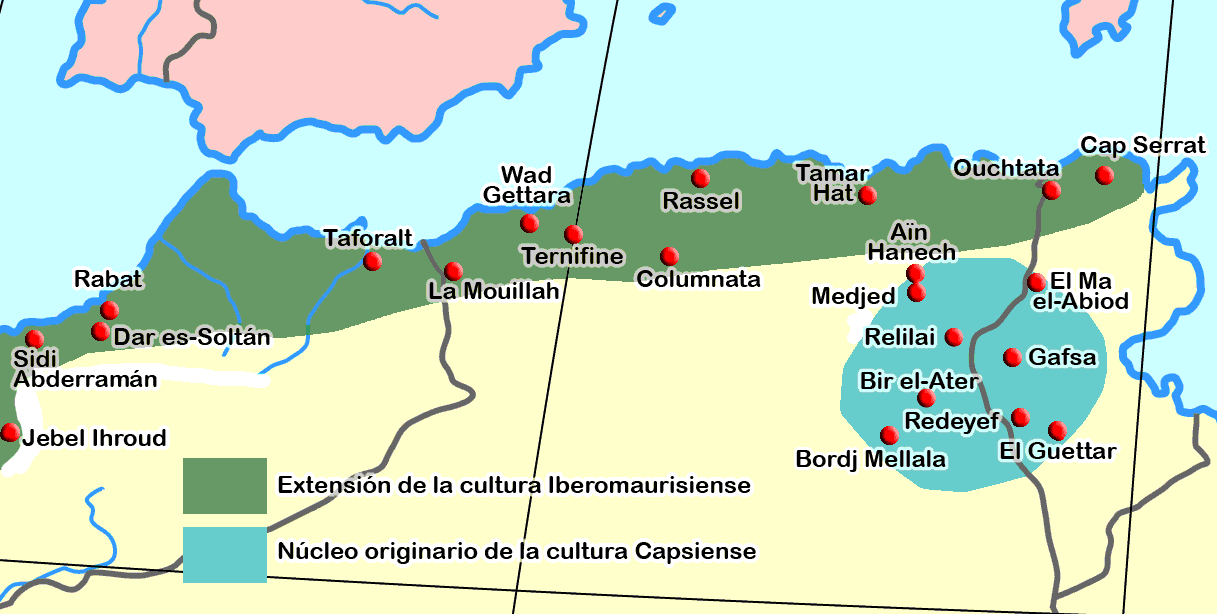
Mapa de las áreas de extensión de las culturas norteafricanas en el Neolítico hacia 6000 a. C.

La cultura bereber es de tradición esencialmente oral, por lo que su historia se basa en los relatos de historiadores griegos y romanos, así como algunas inscripciones del Antiguo Egipto. Se sabe que la dinastía XXII de Egipto, que gobernó alrededor del año 935 a. C., estaba formada por miembros de una tribu libia (los llamados mashauash). Dado que Sheshonq I es el fundador de dicha dinastía, el actual calendario amazig escogió su advenimiento como comienzo de su era.
Durante la época prerromana se establecieron varios estados independientes antes de que el rey Masinisa fundara Numidia y unificara la región.
Cabe destacar la influencia ejercida por otras civilizaciones en los pueblos amaziges. En la mitología amazig hay, por ejemplo, similitud entre las deidades fenicias como Baal o Astarté, y las deidades egipcias Amón, Isis, etc.

Mapa de Numidia h. 220 a. C., que muestra los reinos de Sifax y Gaia (padre de Masinissa).

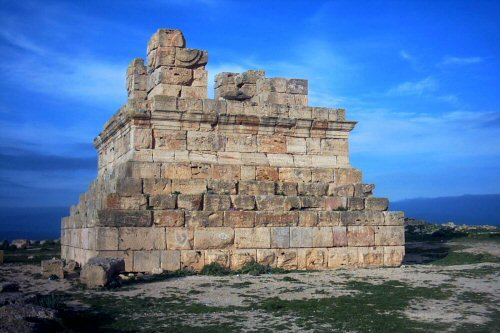
Tumba de Masinisa en El-Khroub, Argelia, 148 a. C.

Los fenicios, grandes navegantes, establecieron enclaves comerciales en la región que llegaron a ser importantes ciudades: Lixus (Larache), Tingis (Tánger), Utica, Thapsos, Leptis y Cartago, creadora de un gran imperio comercial y militar en el Mediterráneo Occidental. En dichas ciudades la población nativa, bereber, tuvo gran importancia.
Durante la primera parte de la segunda guerra púnica, los masilios orientales, bajo su rey Gaia, se aliaron con Cartago, mientras que los masesilos del oeste bajo el rey Sifax se aliaron con Roma. Sin embargo, en el año 206 a. C., el nuevo rey de la región oriental de los masilios, Masinisa, se alió con Roma, y los masesilos de Sifax cambiaron su lealtad hacia el lado cartaginés. Al final de la guerra, los romanos victoriosos cedieron toda la región a Masinisa. En el momento de su muerte en 148 a. C., el territorio se extendía desde Mauritania hasta la frontera con el territorio cartaginés, y también al sureste, hasta la Cirenaica, de modo que Numidia rodeaba en su totalidad a Cartago (Apiano, Púnica, 106), excepto hacia el mar.

### Época romana
Véase: Getulos, Mauritania Tingitana, Mauritania Cesariense

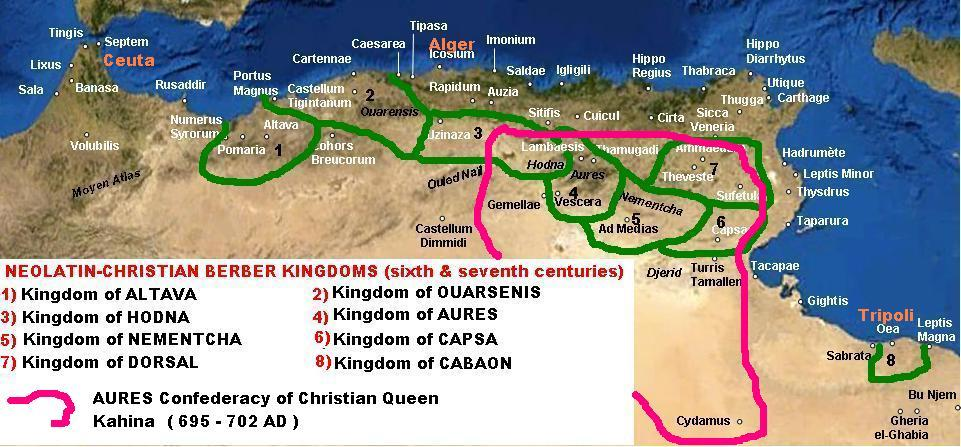
Los berberes romanizados crearon varios reinos cuando el imperio romano cayó en el norte de África, que desaparecieron con la conquista árabe.

### Edad Media
A diferencia de las conquistas de las religiones y las culturas anteriores, la llegada del islam, que fue difundida por los árabes y sirios, iba a tener a largo plazo efectos duraderos sobre el omnipresente Magreb.
La nueva fe, en sus diversas formas, penetraría en casi todos los segmentos de la sociedad, trayendo consigo los ejércitos, sabios, místicos y fervientes, y en gran parte infiltraría las prácticas tribales complicando y fragmentándolas por lealtades a las nuevas normas sociales y expresiones políticas. No obstante, la islamización y la arabización de la región eran complicadas y siguió un largo proceso con revueltas de carácter social tan profundamente enraizado y radicalmente opuesto a los nuevos órdenes como las que representaba el matriarcado previo bajo la líder Kahina. Los árabes tardaron casi 30 años en conquistar la región y pasaron otros 300 años arabizando el norte de África.
Las primeras expediciones militares árabes en el norte de África, entre 642 y 669 d. C., dieron lugar a la propagación del Islam. Estas primeras incursiones desde una base en Egipto se produjeron bajo la iniciativa local. Pero, cuando la sede del califato se trasladó de Medina a Damasco, los Omeyas reconocieron la necesidad estratégica de dominar el Mediterráneo con especial esfuerzo en los países del África septentrional. En 670, un ejército árabe liderado por Uqba ibn Nafi ocupó la ciudad de Cairuán, a unos 160 km al sur de la actual Túnez, y la usó como base para otras operaciones.
Abu al-Muhajir Dinar, sucesor de Uqba, siguió hacia el oeste de Argelia y, finalmente, elaboró un modus vivendi con Kusaila, la gobernante de una amplia confederación de bereberes cristianos. Kusaila, que tenía su base en Tilimsan (Tremecén), se convirtió al islam y trasladó su sede a Takirwan, cerca de Cairuán.
Pero esta armonía no duró mucho. Las fuerzas árabes y bereberes pugnaron por dominar la región hasta 667. En 711, las fuerzas omeyas ayudadas por bereberes conversos al islam habían conquistado todo el norte de África, pero la propagación del Islam entre los bereberes no significó su apoyo al califato dominado por los árabes, debido a su actitud discriminatoria. Los gobernadores designados por los califas omeyas gobernaron desde Cairuán, capital del vilayato (provincia) de Ifriqiya, que cubría Tripolitania (la parte occidental de la actual Libia), Túnez y el este de Argelia.
Las tensiones entre los árabes y los bereberes se fueron agravando, en parte a causa de que los primeros trataban a los segundos como musulmanes de segunda clase, y también por el hecho de que el poder estaba en manos de una minoría que, en el peor de los casos, llegaba a esclavizarlos. Las tensiones fueron en aumento hasta que estalló una revuelta, en los años 739-740, bajo el liderato de los jariyíes. Estos habían estado luchando contra los Omeyas en Oriente y muchos se sintieron atraídos por su ideología igualitaria. Después de la revuelta, los jariyitas establecieron una serie de reinos tribales teocráticos, la mayoría de los cuales tenían historias cortas y problemas. Pero otros, como Siyilmasa y Tilimsan, que eran atravesados por las principales rutas comerciales, tuvieron una historia más próspera y larga.

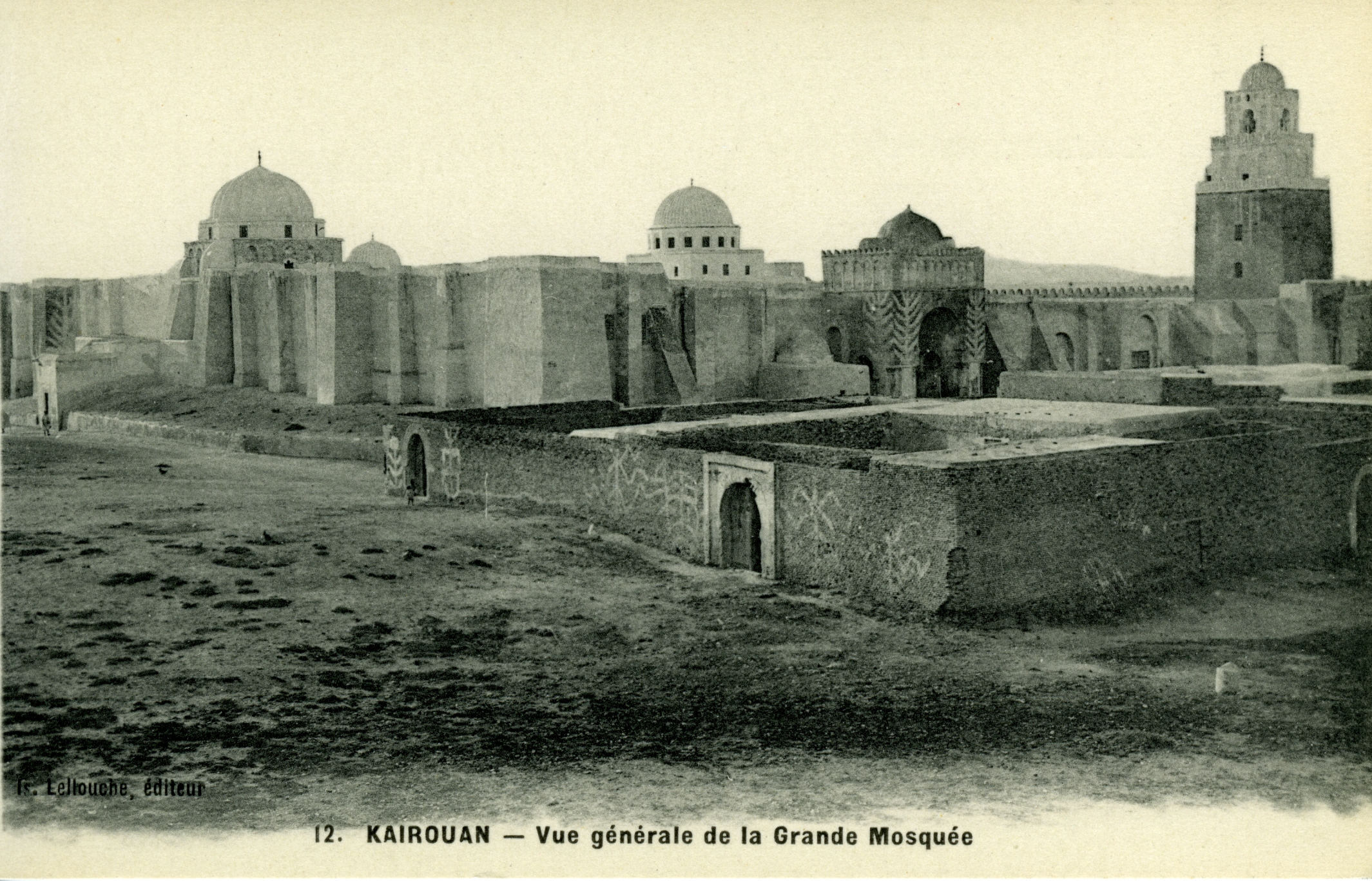
La Gran Mezquita de Cairuán, renombrada universidad de los aglabíes, fotografiada a principios del.

En 750, los abasíes, que sucedieron a los omeyas como califas musulmanes, trasladaron la capital a Bagdad y restablecieron la autoridad califal en Ifriqiya, nombrando a Ibrahim I ibn Aglab como gobernador en Cairuán. Aunque formalmente prestaban sus servicios al califa con gusto, Al Aglab y sus sucesores, los aglabíes, gobernaron de forma independiente hasta 909, y presidían un tribunal que se convirtió en un centro para el aprendizaje y la cultura.
Varias dinastías bereberes dominaron durante la Edad Media en el Magreb, Sudán, Italia, Malí, Níger, Senegal, Egipto e Hispania.
El Libro de la evidencia, de Ibn Jaldún, contiene una tabla que resume las dinastías del norte de África:
- Barghawatas
- Almorávides
- Almohades
- Benimerines
- Háfsidas
- Ziríes
- Miknasas
- Wattasíes
- Benimerines, etc.

Según los historiadores, en la Edad Media los bereberes estaban divididos en dos ramas (Botr y Barnes), que descendían de Mazigh.[cita requerida] Cada región del Magreb estaba compuesta de varias tribus, como los Sanhaya, Hawwara, Zenata, Masmuda, Kutama, Awarba o Barghawata, las cuales tenían autonomía territorial y política.

#### Al-Ándalus
Los musulmanes que entraron en Hispania en el año 711 no fueron solamente árabes, una parte de ellos fueron bereberes al mando de un bereber, Táriq ibn Ziyad, aunque bajo la soberanía del califa árabe Abd al-Walid I y su virrey del norte de África, Musa ibn Nusair.
Según Ibn Jaldún, bereberes pertenecientes a las cuatro grandes confederaciones de los matgara, miknasa, madyuna y hawwara, todos miembros de la división Butr, emigraron a la península ibérica. La otra gran división bereber es la Baranis, subdividida en Kutama Zanata, Masmuda, Malila y Sanhaya. A título individual menciona también la presencia de familias pertenecientes a otras tribus, como los Sumata, rama de los Nafza, de la que procedía el visir Mundhir bin Sa'īd al-Ballūṭī.
Ibn Jaldún indica que los al-Baranis eran sedentarios y que los Madghis al-Abtar, al-Botr o al-Butr eran nómadas.

Ahora el hecho real, el hecho que prescinde de toda hipótesis, es este: los bereberes son los hijos de Canaan, el hijo de Cam, hijo de Noé. De esta línea descendió Berr que tenía dos hijos, Baranis y Madghis al-Abtar. Todas las tribus descienden de uno de estos dos hermanos y fueron clasificadas, por tanto, en Baranes o Botr.

Según Al-Istajri, la mayoría de los bereberes en Al-Ándalus pertenecían a los Butr, con nafzíes y miknaníes entre Galicia y Córdoba y madyuníes y hawwaríes en Santaver. La mayoría de estos bereberes debieron llegar con Tariq o inmediatamente después.
Los bereberes ayudaron supuestamente a Abderramán I en al-Ándalus tras la masacre de su familia, cuya madre era bereber.
La Yamhara de Ibn Hazm menciona a finales del califato de Córdoba a los siguientes grupos: Wuzdaya, Malzuza, Magila, Miknasa, Zanata, Madyuna, Saddina, Nafza, Hawwara, Masmuda, Awraba, Zuwawa, Kutama y Sinhaya.
Durante la época de las taifas, algunas dinastías eran bereberes (como por ejemplo, los ziríes, reyes de Granada). El periodo de taifas terminó cuando la dinastía bereber de los almorávides se hizo cargo de al-Ándalus, hasta que fueron sucedidos por los almohades, otra dinastía bereber de Marruecos. 
En la jerarquía de poder, los bereberes se encontraban entre la aristocracia árabe y los muladíes. La rivalidad étnica fue uno de los factores más importantes que impulsaron la política andalusí. Los bereberes componían hasta un 20 % de la población del territorio musulmán. Después de la caída del califato, los gobernantes de los reinos de taifas de Toledo, Badajoz, Málaga y Granada eran bereberes.

### Edad Contemporánea

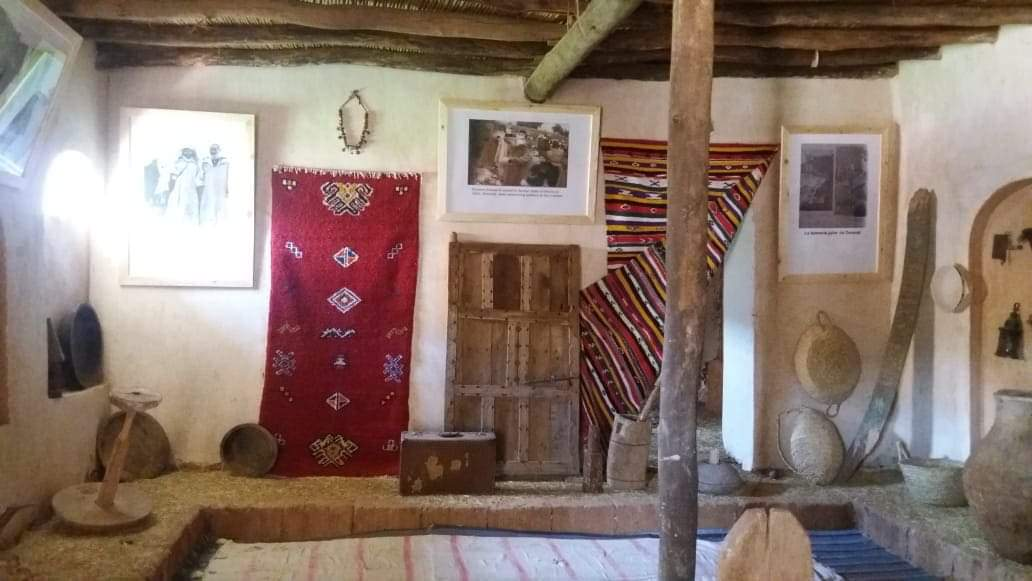
Una antigua sala bereber en Marruecos.

Buena parte de la población del norte de África es bereber y se puede afirmar que la gran mayoría de sus poblaciones son descendientes de bereberes arabizados. Por eso del 35 al 40 % de la población marroquí y entre el 20 y 25 % de los argelinos pueden hoy día identificarse como bereberes por hablar un idioma bereber. Si bien la cultura actual de algunos grupos étnicos bereberes, en particular en las zonas urbanas, se ha fundido con la de sus vecinos de habla árabe, y sólo el idioma los diferencia, la mayoría mantiene hábitos culturales (vestimenta, fiestas, hábitat, gastronomía, música) propios de las diversas culturas bereberes.
Por lo tanto, las estimaciones más altas de la población de origen bereber podrían incluir a los grupos étnicos que no hablan una lengua bereber[cita requerida]. También hay pequeñas poblaciones bereberes en Libia, Túnez y Mauritania, aunque no se dispone de estadísticas exactas, y muy pequeños grupos en Mali, Burkina Faso, Egipto y Níger. Mayor número de personas constituyen los grupos bereberes de Argelia, los cabilios, que suman cerca de cuatro millones y que han mantenido, en gran medida, su lengua original y su cultura, y los chleuh del sur de Marruecos, que cuentan alrededor de ocho millones de personas. Hay unos 2,2 millones de inmigrantes bereberes en Europa, especialmente los rifeños y los cabilios, en Francia, Países Bajos, Bélgica y España. La mayoría de los habitantes de las islas Canarias son descendientes de los aborígenes guanches.
Aunque estereotipados en Europa como nómadas, la mayoría de los bereberes fueron, de hecho, agricultores que vivían en las montañas relativamente cerca de la costa mediterránea o atlántica, y habitantes de los oasis. Pero los tuareg y zenaga en el Sáhara eran nómadas. Algunos grupos, como los Chaouis, practicaban la trashumancia.
En enero de 2010, los bereberes de Marruecos obtuvieron su propio canal de televisión.
Fuertes tensiones políticas surgieron entre algunos grupos bereberes (especialmente en Cabilia) y los gobiernos de los países moros durante los últimos decenios, en parte por cuestiones lingüísticas y culturales. En Marruecos, por ejemplo, hasta hace muy poco estaban prohibidos los nombres bereberes.

## Grupos

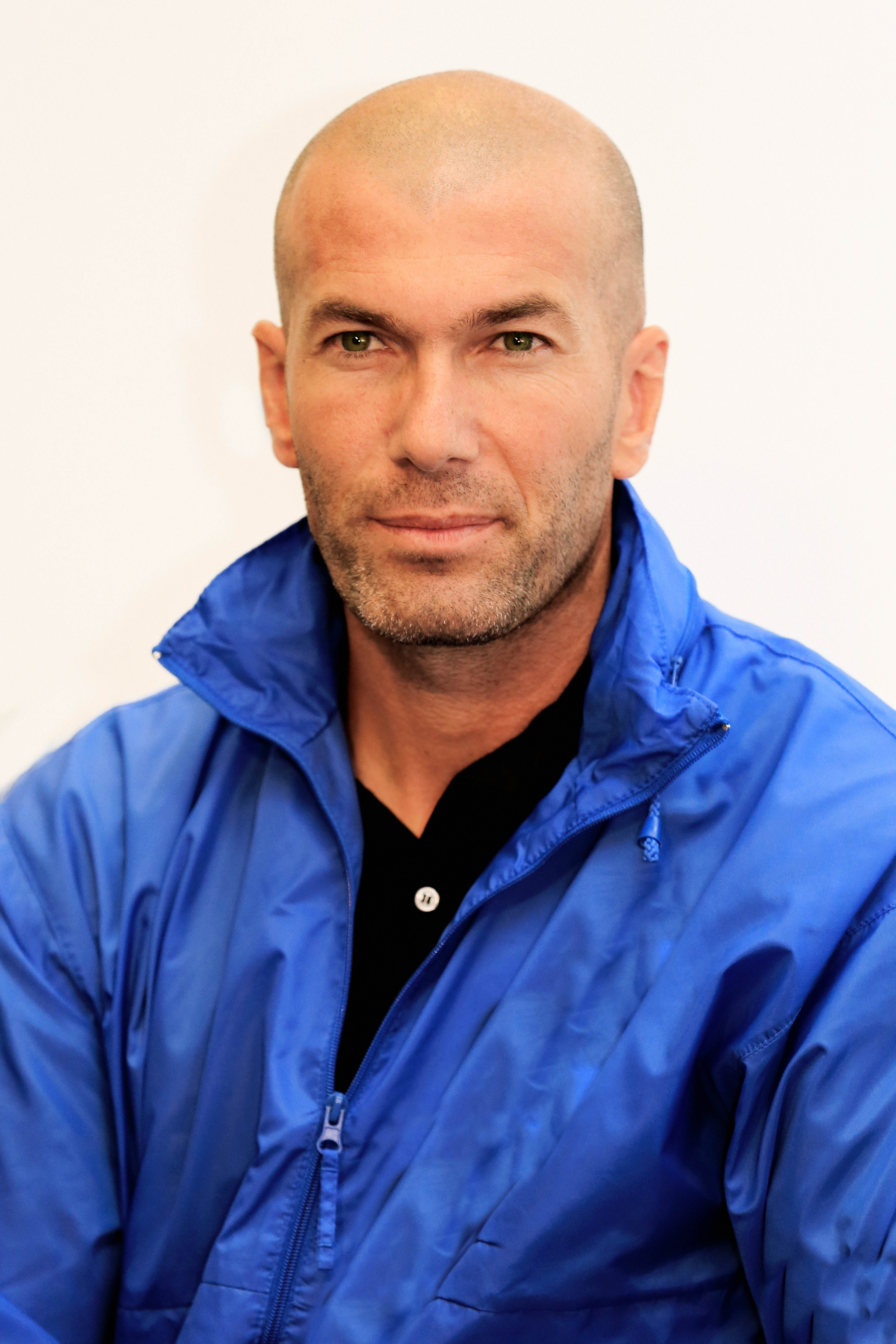
Zinedine Zidane, nacido en Francia de familia bereber Kabyle argelina.

Aunque la mayoría de los norafricanos son de ascendencia bereber, solo algunas etnias bereberes dispersas lograron preservar las lenguas bereberes en los tiempos modernos.
| Grupo                          | País                                      | Notas                                                                                                |  |
| ------------------------------ | ----------------------------------------- | --- |  |
| Bereberes de Blida y Médéa     | Argelia                                   | Viven en el norte de Argelia.                                                                        |  |
| Pueblo chaui                   | Argelia                                   | Viven en el país chaoui, en el noreste de Argelia.                                                   |  |
| Bereberes de Chenini y Douiret | Túnez                                     | Viven en el sur de Túnez.                                                                            |  |
| Chenoui Berbers                | Argelia                                   | Ouarsenis y Monte Chenoua (Al oeste de Argelia).                                                     |  |
| Chleuhs                        | Marruecos                                 | El Alto Atlas, el Anti-Atlas y el valle del Sous. Los chleuhs hablan el idioma tashelhit.            |  |
| Bereberes de Yerba             | Túnez                                     | Hablantes del idioma bereber de Yerba.                                                               |  |
| Ghomaras                       | Marruecos                                 | Solo quedan dos tribus de habla bereber. Encontrado en el Rif occidental entre Tetuán y Jebha.       |  |
| Guezula                        | Mauritania                                | |  |
| Pueblo cabilio                 | Argelia                                   | En la Cabilia argelina.                                                                              |  |
| Bereberes de Matmata           | Túnez                                     | En el sur de Túnez.                                                                                  |  |
| Mozabitas                      | Argelia                                   | En el Valle de Mzab (sur de Argelia).                                                                |  |
| Nafusis                        | Libia                                     | En el oeste de Libia.                                                                                |  |
| Rifeños                        | Marruecos                                 | En el nordeste de Marruecos, con algunos también en Beni Snous, noroeste de Argelia.                 |  |
| Sanhaja de Srair               | Marruecos                                 | Encontrado en el Rif limítrofe con tribus de habla rifeña.                                           |  |
| Siwi / Banha                   | Egipto                                    | En el valle de Siwa de Egipto, La familia Al-Barbary vive en Banha.                                  |  |
| Beni Snous                     | Argelia                                   | Pueblos de Aït Snous en el oeste de Argelia. Estrechamente relacionado con los rifeños de Marruecos. |  |
| Tuareg                         | Argelia, Libia, Níger, Malí, Burkina Faso | Sahara (sur de Argelia y norte del Sahel).                                                           |  |
| Zayanes                        | Marruecos                                 | Montañas del Medio Atlas de Marruecos.                                                               |  |
| Pueblo zenaga                  | Mauritania                                | |  |
| Pueblo zuwara                  | Libia                                     | En el noroeste de Libia.                                                                             |  |

## Personajes históricos occidentales con orígenes bereberes.
A lo largo de la historia, muchos personajes de origen bereber han jugado papeles importantes para la cultura occidental. En algunos casos, asimilando y enriqueciendo el patrimonio cultural del norte del mediterráneo a tal grado, que a menudo se ha perdido de vista su origen bereber. Entre otros, se pueden destacar personajes como:Septimo Severo (emperador romano), Caracalla (emperador romano), Geta (emperador romano), Tertuliano (padre de la iglesia católica, teólogo), Arrio (teólogo), San Agustín (santo, teólogo cristiano), Santa Mónica (santa cristiana), Adeodato (filósofo), Victor I (papa), Melquiades (santo, papa), Gelasio I (papa), Floro (historiador), Lucio Apuleyo (escritor), Tascio Cecilio Cipriano (escritor)

## Cultura

Bandera bereber, con el símbolo ⵣ (yaz) en el centro, una letra del tifinag.

### Idioma

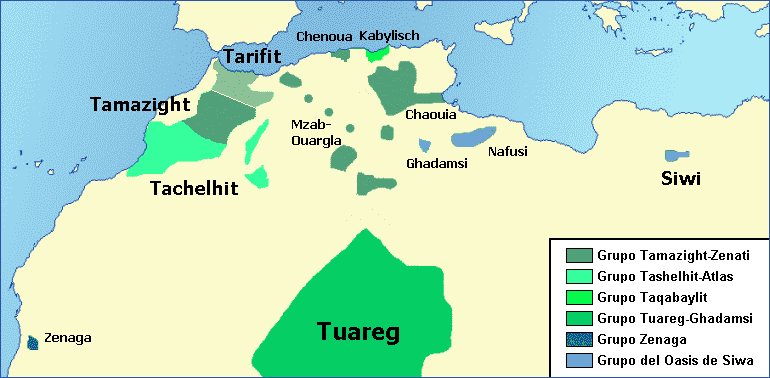
Mapa de las lenguas bereberes en el norte de África

Las lenguas bereberes son un conjunto de idiomas camíticos de la familia de las lenguas afroasiáticas. Tienen al menos unos veinte cinco millones de hablantes, de los cuales cerca de ocho millones viven en Marruecos, y más de cuatro millones residen en Argelia, aunque, como no consta en los censos de estos países, todas estas cifras son aproximadas y hay que revisarlas al alza.
El amazig posee alfabeto propio, el tifinagh, utilizado tradicionalmente por los tuaregs y revivido en época reciente por lingüistas, instituciones y movimientos culturales berberistas, como el CMA. Se usa también el alfabeto latino en Argelia (con algunas letras griegas como γ) y el alfabeto árabe en otros lugares, como Marruecos, hasta la adopción oficial del tifinagh para la enseñanza.
No existe consenso total sobre la clasificación interna de las lenguas bereberes. Tradicionalmente[¿quién?][¿cuándo?] se identifican los siguientes grupos y subgrupos:
1. Lenguas bereberes orientales
A. Egipto: Siwi.
B. Libia: Awjilah, Sokna, Nafusi, Ghadamsi.
2. Lenguas bereberes septentrionales
A. Lenguas bereberes del Atlas (Tamazight (Marruecos), Tashelhit (Marruecos), Judeo-Bereber (Palestina))
B. Lenguas zenati (Rifeño, Ghomara, Mzab-Wargla, Shawiya, Tidikelt, Chenoua).
C. Cabilio (taqbaylit)
3. Lenguas de los tuaregs (Tuareg septentrional (Argelia): Tamahaq, Tahaggart; Tuareg meridional: Tuareg (Malí), Tamajeq (Tayart) (Níger), Tamajaq, Tawallammat (Níger))
4. Lenguas zenaga (Mauritania)
5. Lenguas guanches[cita requerida]

Los últimos dos grupos son unidades filogenéticas universalmente reconocidas por todos los autores, concentrándose en las discrepancias la clasificación de las lenguas bereberes septentrionales y orientales. Para algunos autores la división oriental es un subgrupo del grupo septentrional. Algunos autores consideran que algunas lenguas incluidas en el grupo zenati deben ser asignadas al grupo Atlas (ghomara). Para otros el grupo oriental y el grupo zenati forman una rama del bereber.

### Cladograma lingüístico
El proyecto comparativo ASJP (Automated Similarity Judgment Program) del Instituto Max Planck, basado en la cercanía léxica medida por la distancia de Levenshtein construye un árbol donde el grupo zenati y oriental aparecen intermezclados. Una clasificación que corrige algunos puntos de la clasificación tradicional:
|  | Ghomara          |
|  |                  |
|  | Sanhaja de Srair |
|  |                  |

|  | Tamazight del Marruecos Central |
|  |                                 |
|  | Tashelhit (Marruecos)           |
|  |                                 |
|  | Judeo-Bereber (Israel)          |
|  |                                 |

|  | Cabilio |
|  |         |

|  | Ghomara          |
|  |                  |
|  | Sanhaja de Srair |
|  |                  |

|  | Tamazight del Marruecos Central |
|  |                                 |
|  | Tashelhit (Marruecos)           |
|  |                                 |
|  | Judeo-Bereber (Israel)          |
|  |                                 |

|  | Cabilio |
|  |         |

|  | \| \| Chaoui \| \| \| \| \| \| Dialectos zenati de Argelia Occidental \| \| \| \| \| \| Iznasen \| \| \| \| \| \| Mzab-Wargla \| \| \| \| \| \| Rifeño \| \| \| \| |
|  | |
|  | Chaoui |
|  | |
|  | Dialectos zenati de Argelia Occidental |
|  | |
|  | Iznasen |
|  | |
|  | Mzab-Wargla |
|  | |
|  | Rifeño |
|  | |

|  | Chaoui                                 |
|  |                                        |
|  | Dialectos zenati de Argelia Occidental |
|  |                                        |
|  | Iznasen                                |
|  |                                        |
|  | Mzab-Wargla                            |
|  |                                        |
|  | Rifeño                                 |
|  |                                        |

|  | Idioma bereber de Sened †   |
|  |                             |
|  | Idioma bereber de Matmata   |
|  |                             |
|  | Idioma bereber de Tataouine |
|  |                             |
|  | Idioma bereber de Yerba     |
|  |                             |
|  | Bereber de Zuara            |
|  |                             |

|  | \| \| Chaoui \| \| \| \| \| \| Dialectos zenati de Argelia Occidental \| \| \| \| \| \| Iznasen \| \| \| \| \| \| Mzab-Wargla \| \| \| \| \| \| Rifeño \| \| \| \| |
|  | |
|  | Chaoui |
|  | |
|  | Dialectos zenati de Argelia Occidental |
|  | |
|  | Iznasen |
|  | |
|  | Mzab-Wargla |
|  | |
|  | Rifeño |
|  | |

|  | Chaoui                                 |
|  |                                        |
|  | Dialectos zenati de Argelia Occidental |
|  |                                        |
|  | Iznasen                                |
|  |                                        |
|  | Mzab-Wargla                            |
|  |                                        |
|  | Rifeño                                 |
|  |                                        |

|  | Idioma bereber de Sened †   |
|  |                             |
|  | Idioma bereber de Matmata   |
|  |                             |
|  | Idioma bereber de Tataouine |
|  |                             |
|  | Idioma bereber de Yerba     |
|  |                             |
|  | Bereber de Zuara            |
|  |                             |

|  | Ghomara          |
|  |                  |
|  | Sanhaja de Srair |
|  |                  |

|  | Tamazight del Marruecos Central |
|  |                                 |
|  | Tashelhit (Marruecos)           |
|  |                                 |
|  | Judeo-Bereber (Israel)          |
|  |                                 |

|  | Cabilio |
|  |         |

|  | Ghomara          |
|  |                  |
|  | Sanhaja de Srair |
|  |                  |

|  | Tamazight del Marruecos Central |
|  |                                 |
|  | Tashelhit (Marruecos)           |
|  |                                 |
|  | Judeo-Bereber (Israel)          |
|  |                                 |

|  | Cabilio |
|  |         |

|  | \| \| Chaoui \| \| \| \| \| \| Dialectos zenati de Argelia Occidental \| \| \| \| \| \| Iznasen \| \| \| \| \| \| Mzab-Wargla \| \| \| \| \| \| Rifeño \| \| \| \| |
|  | |
|  | Chaoui |
|  | |
|  | Dialectos zenati de Argelia Occidental |
|  | |
|  | Iznasen |
|  | |
|  | Mzab-Wargla |
|  | |
|  | Rifeño |
|  | |

|  | Chaoui                                 |
|  |                                        |
|  | Dialectos zenati de Argelia Occidental |
|  |                                        |
|  | Iznasen                                |
|  |                                        |
|  | Mzab-Wargla                            |
|  |                                        |
|  | Rifeño                                 |
|  |                                        |

|  | Idioma bereber de Sened †   |
|  |                             |
|  | Idioma bereber de Matmata   |
|  |                             |
|  | Idioma bereber de Tataouine |
|  |                             |
|  | Idioma bereber de Yerba     |
|  |                             |
|  | Bereber de Zuara            |
|  |                             |

|  | \| \| Chaoui \| \| \| \| \| \| Dialectos zenati de Argelia Occidental \| \| \| \| \| \| Iznasen \| \| \| \| \| \| Mzab-Wargla \| \| \| \| \| \| Rifeño \| \| \| \| |
|  | |
|  | Chaoui |
|  | |
|  | Dialectos zenati de Argelia Occidental |
|  | |
|  | Iznasen |
|  | |
|  | Mzab-Wargla |
|  | |
|  | Rifeño |
|  | |

|  | Chaoui                                 |
|  |                                        |
|  | Dialectos zenati de Argelia Occidental |
|  |                                        |
|  | Iznasen                                |
|  |                                        |
|  | Mzab-Wargla                            |
|  |                                        |
|  | Rifeño                                 |
|  |                                        |

|  | Idioma bereber de Sened †   |
|  |                             |
|  | Idioma bereber de Matmata   |
|  |                             |
|  | Idioma bereber de Tataouine |
|  |                             |
|  | Idioma bereber de Yerba     |
|  |                             |
|  | Bereber de Zuara            |
|  |                             |

|  | Siwi     |
|  |          |
|  | Sawknah  |
|  |          |
|  | Nafusi   |
|  |          |
|  | Awjila   |
|  |          |
|  | Ghadamés |
|  |          |

|  | Tawellemmet    |
|  |                |
|  | Tamahaq        |
|  |                |
|  | Tamashek       |
|  |                |
|  | Tamajeq de Air |
|  |                |

|  | Zenaga    |
|  |           |
|  | Tetserret |
|  |           |

|  | Ghomara          |
|  |                  |
|  | Sanhaja de Srair |
|  |                  |

|  | Tamazight del Marruecos Central |
|  |                                 |
|  | Tashelhit (Marruecos)           |
|  |                                 |
|  | Judeo-Bereber (Israel)          |
|  |                                 |

|  | Cabilio |
|  |         |

|  | Ghomara          |
|  |                  |
|  | Sanhaja de Srair |
|  |                  |

|  | Tamazight del Marruecos Central |
|  |                                 |
|  | Tashelhit (Marruecos)           |
|  |                                 |
|  | Judeo-Bereber (Israel)          |
|  |                                 |

|  | Cabilio |
|  |         |

|  | \| \| Chaoui \| \| \| \| \| \| Dialectos zenati de Argelia Occidental \| \| \| \| \| \| Iznasen \| \| \| \| \| \| Mzab-Wargla \| \| \| \| \| \| Rifeño \| \| \| \| |
|  | |
|  | Chaoui |
|  | |
|  | Dialectos zenati de Argelia Occidental |
|  | |
|  | Iznasen |
|  | |
|  | Mzab-Wargla |
|  | |
|  | Rifeño |
|  | |

|  | Chaoui                                 |
|  |                                        |
|  | Dialectos zenati de Argelia Occidental |
|  |                                        |
|  | Iznasen                                |
|  |                                        |
|  | Mzab-Wargla                            |
|  |                                        |
|  | Rifeño                                 |
|  |                                        |

|  | Idioma bereber de Sened †   |
|  |                             |
|  | Idioma bereber de Matmata   |
|  |                             |
|  | Idioma bereber de Tataouine |
|  |                             |
|  | Idioma bereber de Yerba     |
|  |                             |
|  | Bereber de Zuara            |
|  |                             |

|  | \| \| Chaoui \| \| \| \| \| \| Dialectos zenati de Argelia Occidental \| \| \| \| \| \| Iznasen \| \| \| \| \| \| Mzab-Wargla \| \| \| \| \| \| Rifeño \| \| \| \| |
|  | |
|  | Chaoui |
|  | |
|  | Dialectos zenati de Argelia Occidental |
|  | |
|  | Iznasen |
|  | |
|  | Mzab-Wargla |
|  | |
|  | Rifeño |
|  | |

|  | Chaoui                                 |
|  |                                        |
|  | Dialectos zenati de Argelia Occidental |
|  |                                        |
|  | Iznasen                                |
|  |                                        |
|  | Mzab-Wargla                            |
|  |                                        |
|  | Rifeño                                 |
|  |                                        |

|  | Idioma bereber de Sened †   |
|  |                             |
|  | Idioma bereber de Matmata   |
|  |                             |
|  | Idioma bereber de Tataouine |
|  |                             |
|  | Idioma bereber de Yerba     |
|  |                             |
|  | Bereber de Zuara            |
|  |                             |

|  | Ghomara          |
|  |                  |
|  | Sanhaja de Srair |
|  |                  |

|  | Tamazight del Marruecos Central |
|  |                                 |
|  | Tashelhit (Marruecos)           |
|  |                                 |
|  | Judeo-Bereber (Israel)          |
|  |                                 |

|  | Cabilio |
|  |         |

|  | Ghomara          |
|  |                  |
|  | Sanhaja de Srair |
|  |                  |

|  | Tamazight del Marruecos Central |
|  |                                 |
|  | Tashelhit (Marruecos)           |
|  |                                 |
|  | Judeo-Bereber (Israel)          |
|  |                                 |

|  | Cabilio |
|  |         |

|  | \| \| Chaoui \| \| \| \| \| \| Dialectos zenati de Argelia Occidental \| \| \| \| \| \| Iznasen \| \| \| \| \| \| Mzab-Wargla \| \| \| \| \| \| Rifeño \| \| \| \| |
|  | |
|  | Chaoui |
|  | |
|  | Dialectos zenati de Argelia Occidental |
|  | |
|  | Iznasen |
|  | |
|  | Mzab-Wargla |
|  | |
|  | Rifeño |
|  | |

|  | Chaoui                                 |
|  |                                        |
|  | Dialectos zenati de Argelia Occidental |
|  |                                        |
|  | Iznasen                                |
|  |                                        |
|  | Mzab-Wargla                            |
|  |                                        |
|  | Rifeño                                 |
|  |                                        |

|  | Idioma bereber de Sened †   |
|  |                             |
|  | Idioma bereber de Matmata   |
|  |                             |
|  | Idioma bereber de Tataouine |
|  |                             |
|  | Idioma bereber de Yerba     |
|  |                             |
|  | Bereber de Zuara            |
|  |                             |

|  | \| \| Chaoui \| \| \| \| \| \| Dialectos zenati de Argelia Occidental \| \| \| \| \| \| Iznasen \| \| \| \| \| \| Mzab-Wargla \| \| \| \| \| \| Rifeño \| \| \| \| |
|  | |
|  | Chaoui |
|  | |
|  | Dialectos zenati de Argelia Occidental |
|  | |
|  | Iznasen |
|  | |
|  | Mzab-Wargla |
|  | |
|  | Rifeño |
|  | |

|  | Chaoui                                 |
|  |                                        |
|  | Dialectos zenati de Argelia Occidental |
|  |                                        |
|  | Iznasen                                |
|  |                                        |
|  | Mzab-Wargla                            |
|  |                                        |
|  | Rifeño                                 |
|  |                                        |

|  | Idioma bereber de Sened †   |
|  |                             |
|  | Idioma bereber de Matmata   |
|  |                             |
|  | Idioma bereber de Tataouine |
|  |                             |
|  | Idioma bereber de Yerba     |
|  |                             |
|  | Bereber de Zuara            |
|  |                             |

|  | Siwi     |
|  |          |
|  | Sawknah  |
|  |          |
|  | Nafusi   |
|  |          |
|  | Awjila   |
|  |          |
|  | Ghadamés |
|  |          |

|  | Tawellemmet    |
|  |                |
|  | Tamahaq        |
|  |                |
|  | Tamashek       |
|  |                |
|  | Tamajeq de Air |
|  |                |

|  | Zenaga    |
|  |           |
|  | Tetserret |
|  |           |

|  | Ghomara          |
|  |                  |
|  | Sanhaja de Srair |
|  |                  |

|  | Tamazight del Marruecos Central |
|  |                                 |
|  | Tashelhit (Marruecos)           |
|  |                                 |
|  | Judeo-Bereber (Israel)          |
|  |                                 |

|  | Cabilio |
|  |         |

|  | Ghomara          |
|  |                  |
|  | Sanhaja de Srair |
|  |                  |

|  | Tamazight del Marruecos Central |
|  |                                 |
|  | Tashelhit (Marruecos)           |
|  |                                 |
|  | Judeo-Bereber (Israel)          |
|  |                                 |

|  | Cabilio |
|  |         |

|  | \| \| Chaoui \| \| \| \| \| \| Dialectos zenati de Argelia Occidental \| \| \| \| \| \| Iznasen \| \| \| \| \| \| Mzab-Wargla \| \| \| \| \| \| Rifeño \| \| \| \| |
|  | |
|  | Chaoui |
|  | |
|  | Dialectos zenati de Argelia Occidental |
|  | |
|  | Iznasen |
|  | |
|  | Mzab-Wargla |
|  | |
|  | Rifeño |
|  | |

|  | Chaoui                                 |
|  |                                        |
|  | Dialectos zenati de Argelia Occidental |
|  |                                        |
|  | Iznasen                                |
|  |                                        |
|  | Mzab-Wargla                            |
|  |                                        |
|  | Rifeño                                 |
|  |                                        |

|  | Idioma bereber de Sened †   |
|  |                             |
|  | Idioma bereber de Matmata   |
|  |                             |
|  | Idioma bereber de Tataouine |
|  |                             |
|  | Idioma bereber de Yerba     |
|  |                             |
|  | Bereber de Zuara            |
|  |                             |

|  | \| \| Chaoui \| \| \| \| \| \| Dialectos zenati de Argelia Occidental \| \| \| \| \| \| Iznasen \| \| \| \| \| \| Mzab-Wargla \| \| \| \| \| \| Rifeño \| \| \| \| |
|  | |
|  | Chaoui |
|  | |
|  | Dialectos zenati de Argelia Occidental |
|  | |
|  | Iznasen |
|  | |
|  | Mzab-Wargla |
|  | |
|  | Rifeño |
|  | |

|  | Chaoui                                 |
|  |                                        |
|  | Dialectos zenati de Argelia Occidental |
|  |                                        |
|  | Iznasen                                |
|  |                                        |
|  | Mzab-Wargla                            |
|  |                                        |
|  | Rifeño                                 |
|  |                                        |

|  | Idioma bereber de Sened †   |
|  |                             |
|  | Idioma bereber de Matmata   |
|  |                             |
|  | Idioma bereber de Tataouine |
|  |                             |
|  | Idioma bereber de Yerba     |
|  |                             |
|  | Bereber de Zuara            |
|  |                             |

|  | Ghomara          |
|  |                  |
|  | Sanhaja de Srair |
|  |                  |

|  | Tamazight del Marruecos Central |
|  |                                 |
|  | Tashelhit (Marruecos)           |
|  |                                 |
|  | Judeo-Bereber (Israel)          |
|  |                                 |

|  | Cabilio |
|  |         |

|  | Ghomara          |
|  |                  |
|  | Sanhaja de Srair |
|  |                  |

|  | Tamazight del Marruecos Central |
|  |                                 |
|  | Tashelhit (Marruecos)           |
|  |                                 |
|  | Judeo-Bereber (Israel)          |
|  |                                 |

|  | Cabilio |
|  |         |

|  | \| \| Chaoui \| \| \| \| \| \| Dialectos zenati de Argelia Occidental \| \| \| \| \| \| Iznasen \| \| \| \| \| \| Mzab-Wargla \| \| \| \| \| \| Rifeño \| \| \| \| |
|  | |
|  | Chaoui |
|  | |
|  | Dialectos zenati de Argelia Occidental |
|  | |
|  | Iznasen |
|  | |
|  | Mzab-Wargla |
|  | |
|  | Rifeño |
|  | |

|  | Chaoui                                 |
|  |                                        |
|  | Dialectos zenati de Argelia Occidental |
|  |                                        |
|  | Iznasen                                |
|  |                                        |
|  | Mzab-Wargla                            |
|  |                                        |
|  | Rifeño                                 |
|  |                                        |

|  | Idioma bereber de Sened †   |
|  |                             |
|  | Idioma bereber de Matmata   |
|  |                             |
|  | Idioma bereber de Tataouine |
|  |                             |
|  | Idioma bereber de Yerba     |
|  |                             |
|  | Bereber de Zuara            |
|  |                             |

|  | \| \| Chaoui \| \| \| \| \| \| Dialectos zenati de Argelia Occidental \| \| \| \| \| \| Iznasen \| \| \| \| \| \| Mzab-Wargla \| \| \| \| \| \| Rifeño \| \| \| \| |
|  | |
|  | Chaoui |
|  | |
|  | Dialectos zenati de Argelia Occidental |
|  | |
|  | Iznasen |
|  | |
|  | Mzab-Wargla |
|  | |
|  | Rifeño |
|  | |

|  | Chaoui                                 |
|  |                                        |
|  | Dialectos zenati de Argelia Occidental |
|  |                                        |
|  | Iznasen                                |
|  |                                        |
|  | Mzab-Wargla                            |
|  |                                        |
|  | Rifeño                                 |
|  |                                        |

|  | Idioma bereber de Sened †   |
|  |                             |
|  | Idioma bereber de Matmata   |
|  |                             |
|  | Idioma bereber de Tataouine |
|  |                             |
|  | Idioma bereber de Yerba     |
|  |                             |
|  | Bereber de Zuara            |
|  |                             |

|  | Siwi     |
|  |          |
|  | Sawknah  |
|  |          |
|  | Nafusi   |
|  |          |
|  | Awjila   |
|  |          |
|  | Ghadamés |
|  |          |

|  | Tawellemmet    |
|  |                |
|  | Tamahaq        |
|  |                |
|  | Tamashek       |
|  |                |
|  | Tamajeq de Air |
|  |                |

|  | Zenaga    |
|  |           |
|  | Tetserret |
|  |           |

|  | Ghomara          |
|  |                  |
|  | Sanhaja de Srair |
|  |                  |

|  | Tamazight del Marruecos Central |
|  |                                 |
|  | Tashelhit (Marruecos)           |
|  |                                 |
|  | Judeo-Bereber (Israel)          |
|  |                                 |

|  | Cabilio |
|  |         |

|  | Ghomara          |
|  |                  |
|  | Sanhaja de Srair |
|  |                  |

|  | Tamazight del Marruecos Central |
|  |                                 |
|  | Tashelhit (Marruecos)           |
|  |                                 |
|  | Judeo-Bereber (Israel)          |
|  |                                 |

|  | Cabilio |
|  |         |

|  | \| \| Chaoui \| \| \| \| \| \| Dialectos zenati de Argelia Occidental \| \| \| \| \| \| Iznasen \| \| \| \| \| \| Mzab-Wargla \| \| \| \| \| \| Rifeño \| \| \| \| |
|  | |
|  | Chaoui |
|  | |
|  | Dialectos zenati de Argelia Occidental |
|  | |
|  | Iznasen |
|  | |
|  | Mzab-Wargla |
|  | |
|  | Rifeño |
|  | |

|  | Chaoui                                 |
|  |                                        |
|  | Dialectos zenati de Argelia Occidental |
|  |                                        |
|  | Iznasen                                |
|  |                                        |
|  | Mzab-Wargla                            |
|  |                                        |
|  | Rifeño                                 |
|  |                                        |

|  | Idioma bereber de Sened †   |
|  |                             |
|  | Idioma bereber de Matmata   |
|  |                             |
|  | Idioma bereber de Tataouine |
|  |                             |
|  | Idioma bereber de Yerba     |
|  |                             |
|  | Bereber de Zuara            |
|  |                             |

|  | \| \| Chaoui \| \| \| \| \| \| Dialectos zenati de Argelia Occidental \| \| \| \| \| \| Iznasen \| \| \| \| \| \| Mzab-Wargla \| \| \| \| \| \| Rifeño \| \| \| \| |
|  | |
|  | Chaoui |
|  | |
|  | Dialectos zenati de Argelia Occidental |
|  | |
|  | Iznasen |
|  | |
|  | Mzab-Wargla |
|  | |
|  | Rifeño |
|  | |

|  | Chaoui                                 |
|  |                                        |
|  | Dialectos zenati de Argelia Occidental |
|  |                                        |
|  | Iznasen                                |
|  |                                        |
|  | Mzab-Wargla                            |
|  |                                        |
|  | Rifeño                                 |
|  |                                        |

|  | Idioma bereber de Sened †   |
|  |                             |
|  | Idioma bereber de Matmata   |
|  |                             |
|  | Idioma bereber de Tataouine |
|  |                             |
|  | Idioma bereber de Yerba     |
|  |                             |
|  | Bereber de Zuara            |
|  |                             |

|  | Ghomara          |
|  |                  |
|  | Sanhaja de Srair |
|  |                  |

|  | Tamazight del Marruecos Central |
|  |                                 |
|  | Tashelhit (Marruecos)           |
|  |                                 |
|  | Judeo-Bereber (Israel)          |
|  |                                 |

|  | Cabilio |
|  |         |

|  | Ghomara          |
|  |                  |
|  | Sanhaja de Srair |
|  |                  |

|  | Tamazight del Marruecos Central |
|  |                                 |
|  | Tashelhit (Marruecos)           |
|  |                                 |
|  | Judeo-Bereber (Israel)          |
|  |                                 |

|  | Cabilio |
|  |         |

|  | \| \| Chaoui \| \| \| \| \| \| Dialectos zenati de Argelia Occidental \| \| \| \| \| \| Iznasen \| \| \| \| \| \| Mzab-Wargla \| \| \| \| \| \| Rifeño \| \| \| \| |
|  | |
|  | Chaoui |
|  | |
|  | Dialectos zenati de Argelia Occidental |
|  | |
|  | Iznasen |
|  | |
|  | Mzab-Wargla |
|  | |
|  | Rifeño |
|  | |

|  | Chaoui                                 |
|  |                                        |
|  | Dialectos zenati de Argelia Occidental |
|  |                                        |
|  | Iznasen                                |
|  |                                        |
|  | Mzab-Wargla                            |
|  |                                        |
|  | Rifeño                                 |
|  |                                        |

|  | Idioma bereber de Sened †   |
|  |                             |
|  | Idioma bereber de Matmata   |
|  |                             |
|  | Idioma bereber de Tataouine |
|  |                             |
|  | Idioma bereber de Yerba     |
|  |                             |
|  | Bereber de Zuara            |
|  |                             |

|  | \| \| Chaoui \| \| \| \| \| \| Dialectos zenati de Argelia Occidental \| \| \| \| \| \| Iznasen \| \| \| \| \| \| Mzab-Wargla \| \| \| \| \| \| Rifeño \| \| \| \| |
|  | |
|  | Chaoui |
|  | |
|  | Dialectos zenati de Argelia Occidental |
|  | |
|  | Iznasen |
|  | |
|  | Mzab-Wargla |
|  | |
|  | Rifeño |
|  | |

|  | Chaoui                                 |
|  |                                        |
|  | Dialectos zenati de Argelia Occidental |
|  |                                        |
|  | Iznasen                                |
|  |                                        |
|  | Mzab-Wargla                            |
|  |                                        |
|  | Rifeño                                 |
|  |                                        |

|  | Idioma bereber de Sened †   |
|  |                             |
|  | Idioma bereber de Matmata   |
|  |                             |
|  | Idioma bereber de Tataouine |
|  |                             |
|  | Idioma bereber de Yerba     |
|  |                             |
|  | Bereber de Zuara            |
|  |                             |

|  | Siwi     |
|  |          |
|  | Sawknah  |
|  |          |
|  | Nafusi   |
|  |          |
|  | Awjila   |
|  |          |
|  | Ghadamés |
|  |          |

|  | Tawellemmet    |
|  |                |
|  | Tamahaq        |
|  |                |
|  | Tamashek       |
|  |                |
|  | Tamajeq de Air |
|  |                |

|  | Zenaga    |
|  |           |
|  | Tetserret |
|  |           |

### Religión
Por su implantación geográfica, los amazig conocieron todos los grandes movimientos religiosos que recorrieron la cuenca mediterránea desde la Antigüedad. Desde 180 d. C., participaron de la extensión del cristianismo, al que dieron tres papas, el más conocido de los cuales es Gelasio I. Cuando la dominación árabe se asienta definitivamente en el África septentrional a finales del siglo VII, los amazig se convierten al islam, su religión mayoritaria hasta el siglo XXI. En el siglo XIX, la colonización francesa volvió a introducir parcialmente el cristianismo entre las comunidades amazig argelinas, principalmente a través de las misiones de los Pères Blancs (Padres Blancos), por lo que todavía existe una minoría católica. A partir de 1980, después de los graves acontecimientos de represión contra los movimientos amazig, ocurridos en Cabilia y conocidos como la «primavera bereber», se ha observado un movimiento de conversión al protestantismo. Muchos sefardíes, por ejemplo de Puerto Rico, tienen sus raíces entre los bereberes. Estos bereberes siguieron la fe judía.[cita requerida]
En su mayoría, son conversos al islam sunita, si bien siempre ha habido grupos importantes aunque minoritarios de judíos y cristianos entre ellos, y una creciente minoría de no creyentes en el mundo laico moderno desde el siglo XIX.[cita requerida]

### Gastronomía

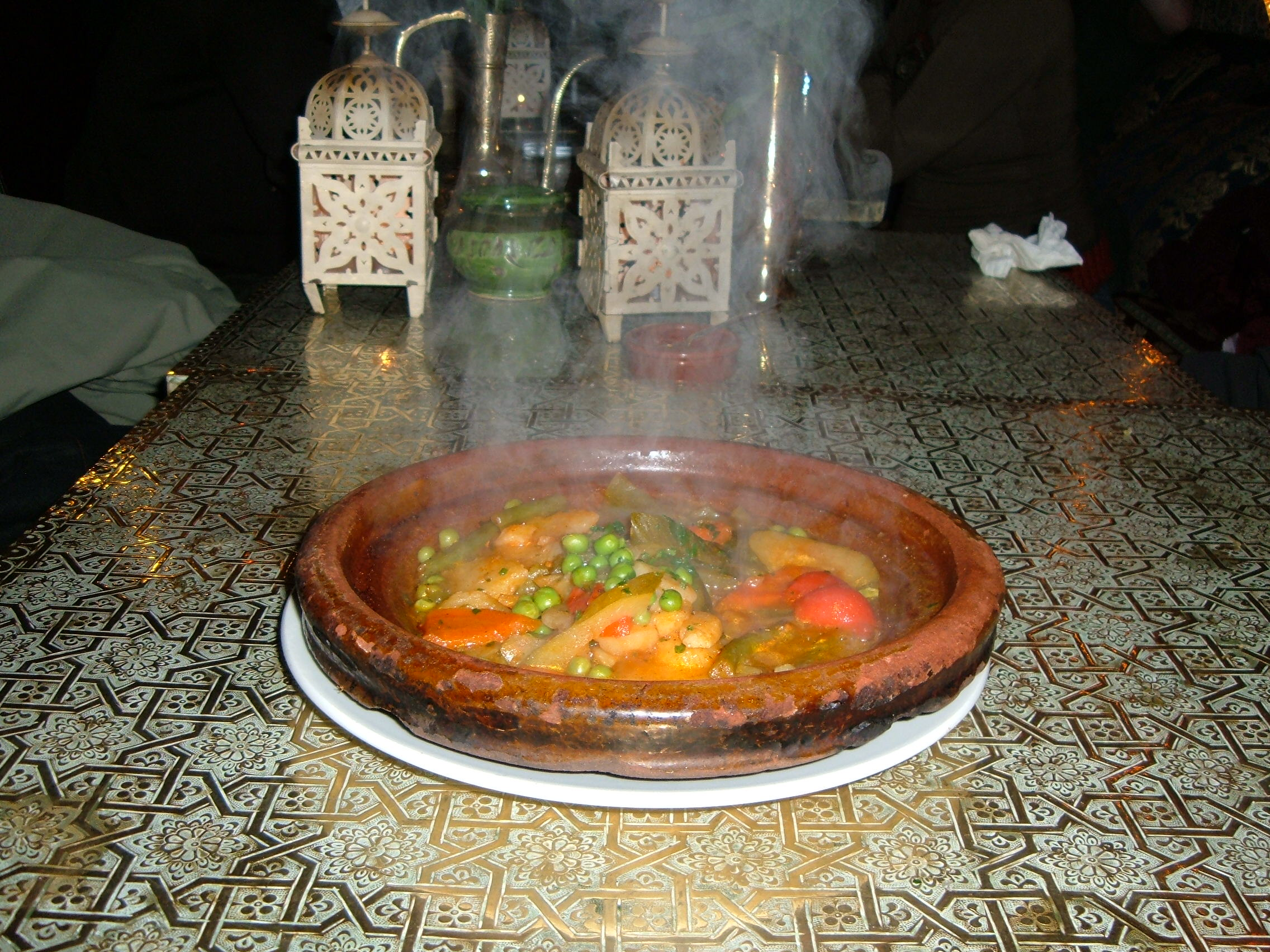
Tayín de verduras.

Se trata de una cocina ancestral que se enmarca dentro de las tradiciones y de los ingredientes comunes a la cocina norteafricana (como el uso del cuscús, cuyo origen sería bereber) y a la cocina mediterránea en general. No obstante, tiene particularidades dentro de las cocinas del norte de África que permiten reconocer muchos platos como típicamente bereberes. Una de las cocinas bereberes más reputadas es la del pueblo Zayán, en la región de Jenifra (Atlas Medio marroquí), donde abundan los cultivos de cereales. Algunos de sus platos son:
- Shuá - Plato con carne de cordero
- Los tayines (también conocidos en el Riff como mamita) de diferentes carnes
- Tangia - Especie de chile con carne
- Cuscús dulce - Se trata de cuscús con mantequilla y un poco de leche y azúcar
- Thamrikt - Un puré de habas con aceite de oliva
- Aghrum - Pan casero de forma circular
- Gofio: harina hecha de maíz tostada
- Baghrir: parecido a una crepe, hecho de sémola, levadura, harina y sal.

## Bereberes en Canarias

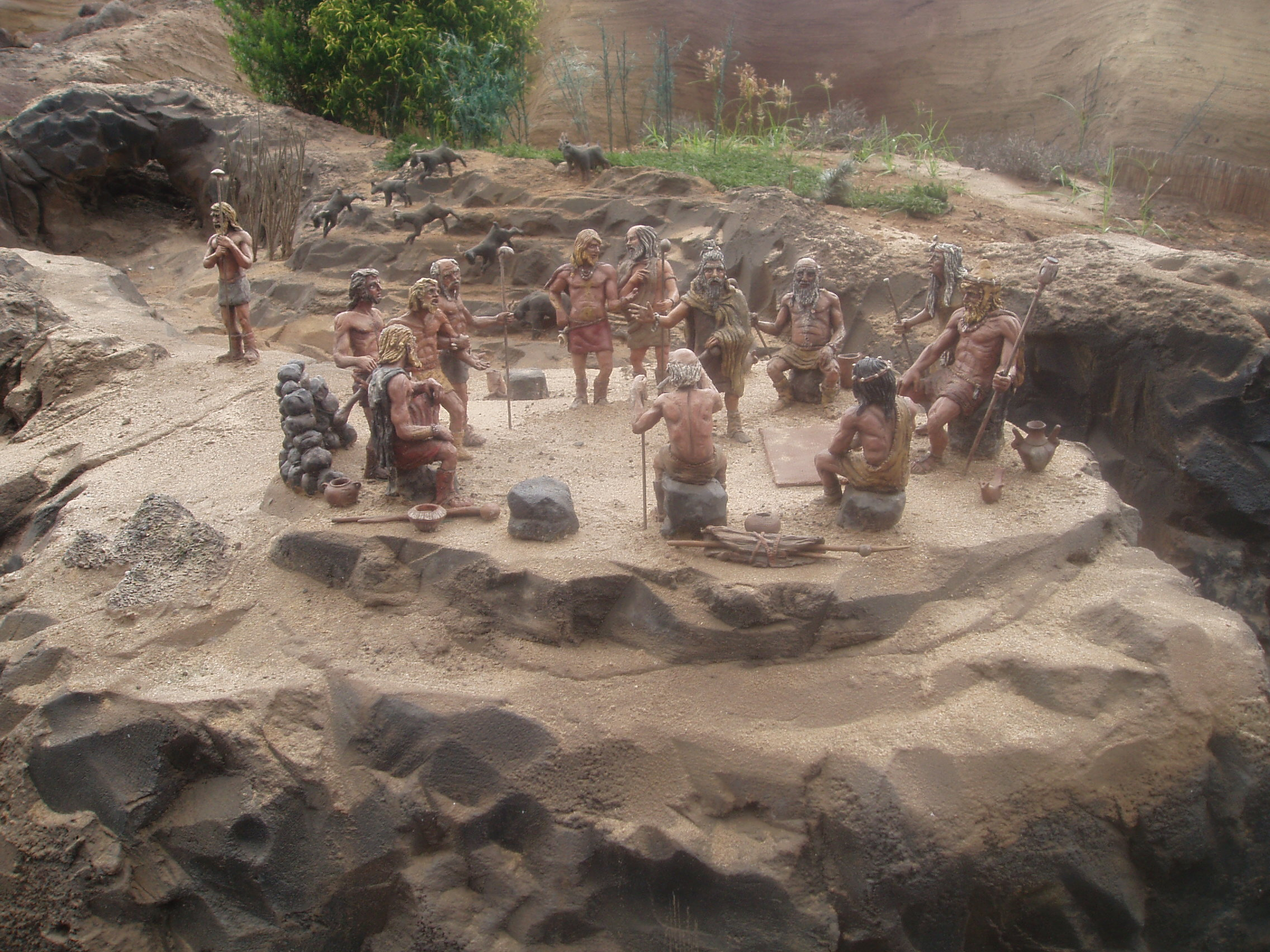
Representación de un antiguo poblado aborigen canario.

### Origen norteafricano
El ADN es uno de los componentes más importantes -quizás el más importante- con que han trabajado los historiadores para resolver dudas genéticas, poblacionales, etc. relacionadas con la demografía y rasgos de una población determinada. Junto a este elemento hay otros que lo completan, tales como las pruebas arqueológicas o las evidencias escritas. Las poblaciones norteafricana y canaria están vinculadas desde tiempos muy remotos; así lo demuestran tanto los estudios biológicos realizados desde la década del los años 80 del siglo XX, como la historia, que intenta dilucidar cómo se poblaron las islas y la relación que existe entre los canarios -antiguos amazig o bereberes- y los pobladores norteafricanos, principalmente los marroquíes.
La evidencia apunta a que los habitantes norteafricanos tienen cierta relación con las civilizaciones que se habían establecido en el levante peninsular o cerca de las costas europeas. Se han realizado diversos análisis y entre ellos destaca el de ADN mitocondrial, que intenta buscar solución a la incógnita de cómo llegaron dichas poblaciones al continente africano. Según los estudios, hay una secuencia de genoma entre los yacimientos descubiertos en el Levante y los yacimientos del Norte de África, con una datación del 5000 a. C., que confirma una continuidad genética a largo plazo entre dichas regiones. Por otra parte, aunque estén alejados genéticamente y compartan una ínfima parte, hay correlación entre los cazadores-recolectores moros y los establecidos en lugares cercanos como las costas europeas.
Además de las pruebas genéticas, que proporcionan datos de vital importancia, como ya se dijo, las pruebas arqueológicas también remiten a un pasado más cercano, y ofrecen como resultado cerámicas de decoración cardial, muy común en las zonas costeras de la península itálica o ibérica. Al unir con la evidencia genética, no quedan dudas de que, aunque fuera esporádicamente, hubo contacto entre estas poblaciones hasta tal punto que pudieron partir de ellas. 
La partición también se puede ver desde un punto de vista teórico, donde se muestran diferentes teorías sobre la neolitización. Haciendo un balance de la puesta en común según las diferentes investigaciones dadas, el Neolítico pudo haberse dado, pero no desde un punto de vista material, es decir, a través del difusionismo, sino partiendo de las ideas, hablando así de la teoría denominada «percolativo o capilar». Las evidencias materiales también se muestran en la fauna existente en aquel entonces, como, por ejemplo, el hallazgo de diversos elementos norteafricanos en yacimientos ibéricos, como materiales propios de África o el mismo elefante africano, del que se afirma que «el estudio del ADN obtenido de restos de Paleoloxodon reveló que sus parientes vivos más próximos son los actuales elefantes africanos del bosque (Loxodontacyclotis)». Sin embargo, el contenido del ADN endógeno, el más estudiado para este tema, fue generalmente bajo entre las poblaciones norteafricanas y las poblaciones comprendidas en el levante peninsular o en las costas europeas, y apenas llega a un 2,88 % de relación entre uno y otro. No obstante, eso no descarta que las poblaciones pudieran haber entablado algo más que un mero contacto mental.
La frontera de Gibraltar probablemente pudiera haber sido el punto de partida como lo fue mucho más adelante para poblaciones como los fenicios, romanos o vándalos. De lo que sí existe constancia es que las poblaciones bereberes, de las Islas Canarias, por ejemplo, ya estaban mezcladas con los europeos antes de la conquista romana del territorio hispano o magrebí. También es indispensable comentar que a este lugar del continente africano se le denomina la tierra de las caras blancas, en contraposición a la tierra de caras negras que se ubica en el África subsahariana, dándonos como resultado que, aunque vivan en el mismo continente, no pertenecen ni a la misma etnia y ni comparten el mismo ADN al cien por cien. Esto, físicamente, puede explicar también la relación que existe entre los europeos y los africanos pertenecientes al área septentrional del continente. En definitiva, existen diversas evidencias genéticas, aunque sean relativamente frágiles, que afirman la relación entre las poblaciones de Europa y las pertenecientes al continente africano.

Animación del ADN.

### Origen de los primeros canarios
La colonización prehistórica canaria siempre se ha tratado de un tema bastante estudiado y castigado, no solo por los diversos investigadores que fomentan la historia escribiéndola y transmitiéndola, sino porque, al ser un hecho singular que solamente ocurre en un archipiélago conformado por ocho islas, las teorías que surgen son diversas y muchas de ellas no se comparten entre sí. El ADN se ha tratado, ni más ni menos, que de uno de los elementos más importantes utilizados en la comunidad científica para poder combatir las diferentes teorías que surgen en referencia a los primeros habitantes canarios y de donde proceden. Para ello, se ha llevado a cabo un estudio mitocondrial que conecta al antiguo aborigen del archipiélago con el antepasado más cercano encontrado en África, uniendo así los olvidados linajes aborígenes canarios.
Según las evidencias arqueológicas, los primeros pobladores se remontan al siglo I a. C. (Atoche, 2013), sin embargo, se ha dado mayor apoyo a los bereberes del noroeste africano para conformar los orígenes de los denominados comúnmente «guanches» o bereberes canarios. Los estudios nos hablan de una posible mezcla con los ibéricos, es decir, los pertenecientes a la península ibérica, en cuanto al linaje paterno, mientras que en el materno se conserva aún el linaje bereber. Esto se explica a través de las relaciones que tuvieron los castellanos con las indígenas establecidas en las islas, las cuales proceden sin ninguna duda del Norte de África, pudiendo ser esclavas y luego liberadas tras casarse con los castellanos colonizadores. La constitución del ADN bereber en las poblaciones canarias oscila entre un 42-73 % de compatibilidad genética, principalmente con aquellas poblaciones provenientes de Mauritania o Marruecos, derivado del fondo genético materno.
Los estudios realizados sobre los cuerpos humanos pertenecientes a aborígenes canarios revelan que, aparte de compartir carga genética con los norteafricanos, se demuestra que la mitad de carga genética también está compartida con los humanos procedentes del sur ibérico. Esto nos da una revelación de que, aquellas poblaciones bereberes no solo tienen una procedencia norteafricana, sino también externa de dicho continente creándose así una sociedad multiétnica. A su vez, también existen estudios arqueobotánicos que nos demuestran la existencia de relación entre los moros, principalmente en la zona de Marruecos, con aquellas poblaciones prehispánicas del pequeño continente canario. Las plantas, según los diversos estudios, fueron de gran valía para contextualizar los estudios genéticos nombrados anteriormente, hablando así de un proceso evolutivo tanto desde un punto de vista cultural como material, a través de materia prima procedente del continente africano, bereber. Las Islas Canarias fueron colonizadas o en el siglo I a. C., como nombramos anteriormente, o en el primer milenio d. C. procedentes del continente africano. Centrándonos en la segunda hipótesis para así esclarecer aún más la relación existente, el estudio de ADN sobre la cebada, tratándose de un cultivo bastante extenso realizado por los diversos canarios hasta la llegada de los conquistadores canarios, nos refleja una serie de datos que, posiblemente, relacione directamente a los indígenas canarios con las poblaciones del Norte de África. A su vez, no solamente se han basado en estudios carpológicos, sino también en estudios culturales observando cómo, hasta día de hoy, los habitantes de Marruecos siguen consumiendo dicha cebada, siendo uno de los elementos más comunes en su dieta, como lo fue para las poblaciones prehispánicas de Canarias.
Por otra parte, como se nombró con anterioridad, la población del Norte de África también muestra cierta relación genética con los europeos, tal y como estaba establecido para los habitantes canarios, sin embargo ¿Esto nos puede dar un resultado óptimo? Lo que si debemos de tener en cuenta es que, de una manera u otra, relaciona a las poblaciones canarias con un pasado completamente mixto, ya sea norteafricano o no trae consigo una gran relación con el Levante o el continente europeo. Las dataciones obtenidas a través de radiocarbono (AMS) nos muestran la evidencia de cebada muy parecida a la de Norte de África, fruto del intercambio entre los canarios y los norteafricanos o de relación genética directa. Nosotros, para seguir analizando este hecho, nos centraremos en la relación genética puesto que los últimos estudios sobre dicho tema demuestran que las Islas Canarias, después de haber sido colonizadas por los primeros moradores, se encontraba aislada hasta la llegada de los normandos y castellanos. Por lo tanto, se concluye que existe un genotipo de los especímenes canarios y norteafricanos que coinciden entre sí, aunque el canario presenta cierta diversidad genética, esto puede corresponder a que tanto los restos carpológicos como las personas pudieron proceder de diferentes lugares como Argelia, Túnez o Marruecos. Sin embargo, la mayor parte de las evidencias apuntan a que Marruecos, aparte de ser el sitio más cercano en cuanto a geografía, también existen más resultados que asemejan a dicha población con la prehispánica de canarias.
En definitiva, la mitad de los estudios establecidos demuestran que hubo relación directa entre las poblaciones procedentes del Norte de África, los bereberes, y las poblaciones prehispánicas de las Islas Canarias, no solo en evidencias antropológicas y culturales, sino también carpológicas y genéticas, las cuales nos dan más veracidad sobre el poblamiento de las Islas Canarias y, en consecuencia, adentrarnos un poco más en las poblaciones bereberes que cruzaron parte de océano Atlántico para asentarse en dichas tierras fértiles, deshabitadas y con una gran cantidad de materias primas, aparte de las traídas por ellos como la higuera o la cebada. El patrimonio genético es algo fundamental con lo que podemos, a día de hoy, gracias a los diversos estudios y análisis que se realizan, relacionar a la población norafricana con la antigua canaria y, a su vez, con la población europea antigua del Neolítico Tardío, de la cual pudieron proceder las poblaciones norteafricanas.

### Líbico-bereber

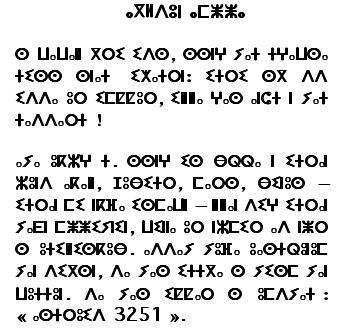
Caracteres del alfabeto.

#### Origen y características del líbico-bereber
Según Renata A. Springer, el líbico-bereber es un sistema escriturario compuesto de numerosos alfabetos, que ha sido empleado en África desde mediados del último milenio a. C. hasta la actualidad. Muchos de ellos guardan grandes diferencias entre sí.Los alfabetos se agrupan en 4 modalidades: el líbico oriental (también conocido como numídico), el líbico occidental (conocido, a su vez, como masaesilio), el sahariano o tuareg antiguo, y el sahariano o tuareg reciente (también llamado tifinagh, que es la palabra que emplean los bereberes que usan esta modalidad para referirse a los caracteres de su abecedario). La modalidad tifinagh se le atribuye al pueblo tuareg, uno de los tantos pueblos bereberes que han existido y existen en la actualidad.
Según Renata A. Springer e Irma Mora, las modalidades líbico-oriental y tifinagh son las más estudiadas. Además, ambas afirman que la modalidad líbico-oriental es la única que ha podido ser transliterada y transcrita, debido a la presencia de inscripciones púnicas y latinas en los mismos epígrafes. El líbico oriental y el líbico occidental se circunscriben, ambos, a las zonas más septentrionales de África desde la antigüedad. El límite geográfico que separa a ambos líbicos se ha fijado, según Renata A. Springer, en la ciudad de Constantina, en Argelia. Asimismo, es preciso decir que la modalidad de sahariano o tuareg antiguo ya no se usa. En el caso del sahariano, es difícil establecer un límite geográfico entre el antiguo y el reciente. Es importante recordar que cada una de estas cuatro modalidades aglutina múltiples abecedarios. Además, existen textos alfabéticos presentes en las Islas Canarias, el Alto Atlas y el Anti-Atlas de Marruecos, y el Atlas Sahariano de Argelia que no están incluidos en ninguna de estas modalidades. 
Incluso hay textos en la zona de Cabilia (Argelia), que comparten zona geográfica con las modalidades líbicas, pero que no se encuadran ellas. A la gran dificultad que supone la delimitación geográfica de las 4 modalidades, hay que añadir todavía existen inmensas zonas sin estudiar en los altiplanos argelinos, zonas del Sáhara, Mauritania y Libia. Por otro lado, debemos tener en cuenta que algunos caracteres se relacionan con una sola modalidad, mientras que otros pueden estar presentes en varias de ellas, en los que pueden conservar su valor o representar un fonema totalmente distinto. Además, en el estudio de los textos encontrados hay que tener en cuenta que hay signos que pueden equivaler, en su transliteración, a un fonema u otro, dependiendo de su orientación y de si siguen una línea vertical u horizontal.
En lo que al origen de líbico-bereber respecta, hay un cierto consenso dentro de la comunidad científica en la propuesta de un origen sincrético de la escritura líbico-bereber en torno a Cartago. Un indicativo de su origen es el alto porcentaje de estelas líbico-bereberes que esta región posee, pues, según I. Mora Aguiar, no parece verosímil que esta escritura se gestara en regiones donde su presencia fuera minoritaria. No hay nada que se oponga a dicho planteamiento de que esta región númida fuera el germen, pues los núcleos urbanos, normalmente, funcionan como el epicentro de atracción poblacional que concentra el poder político-económico, lo que favorece la difusión cultural. Por tanto, generó distintos alfabetos. Aunque se acepta, comúnmente, que el líbico-bereber proviene de un sustrato iconográfico antiguo que generó una escritura consonántica propia al entrar en contacto con el alfabeto fenicio o fenopúnica, actualmente la idea de un préstamo directo de las escrituras semíticas. Cabe destacar que no se han documentado formas intermedias entre la escritura fenopúnica y la líbico-bereber, pues las evidencias epigráficas hasta entonces siempre han mostrado una coexistencia entre ambos alfabetos desde el origen. No obstante, no se puede obviar la posibilidad de que existieran epígrafes sobre soportes perecederos y que solo pervivieran las evidencias epigráficas del líbico-bereber oriental de sus últimos momentos. Si así fuera, dicha escritura pudiera tener una mayor antigüedad que la que las evidencias arqueológicas indican, pues las inscripciones horizontales de Dugga (siglo II a. C. parece, según I. Mora Aguiar, más el producto de una evolución gráfica. 
Aunque el líbico bereber oriental parece tener mayores analogías gráficas con el alfabeto fenicios, resulta necesaria una más profunda investigación epigráfica que preste atención tanto a las similitudes fonológicas como formales ante la ausencia de evidencias arqueológicas previas al siglo III y al siglo II a. C.

#### Historiografía sobre el estudio del líbico-bereber en relación con Canarias
Carmen Díaz Alayón y Francisco Javier Castillo en su artículo Sobre la relación del bereber y la lengua prehispánica de Canarias: los estudios de Abercromby, Marcy y Wölfel plantean los distintos estadios por los que ha pasado la investigación de la escritura prehispánica canaria, que son los siguientes:
- La primera etapa abarca desde comienzos de la segunda mitad del siglo XVI hasta el último tercio del siglo XVIII donde tuvo lugar diferentes afirmaciones y manifestaciones sobre la relación que existe entre el noroeste africano y el archipiélago en época pre – europea. Todo ello sustentado sobre la cercanía geográfica, los usos y costumbres análogas y las coincidencias en lo que al idioma se refiere.
- La segunda etapa tiene comienzo a mediados del siglo XVIII con George Glas y llega hasta comienzos del siglo XX. Fue aquí donde el paradigma cambió y comenzó a ponerse en relación las similitudes lingüísticas entre la escritura prehispánica canaria y la norteafricana.
- El tercer estadio va desde 1917 con John Abercromby hasta la investigación más actual de los últimos años. En este momento la investigación se caracteriza por una noción cada vez más completa del dominio bereber y por una rigurosa posición sobre la cercanía de este a la realidad lingüística de los aborígenes.

A finales del siglo XIX y comienzos del XX, numerosos berberológos comienzan a tomar en cuenta los materiales canarios y poner en relación la lengua bereber con la canaria, dándose cuenta de que ésta puede ser la clave para la explicación de la escritura prehispánica canaria. 
A principios del siglo XX Abercromby fue el primero en establecer una clasificación de las formas canarias tras haberlas puesto en relación con las formas bereberes. Esto tuvo como resultado lo siguiente:
- Clase I donde casi todas las formas coinciden completamente con las bereberes tanto en forma como en contenido.
- Clase II donde una serie de palabras las relaciona dudosamente con el bereber, aunque parecen mostrar una adaptación propia de formas gramaticales y verbales.
- Clase III que contiene una amplia lista de términos donde ninguno tiene relación con el bereber moderno y que, a su parecer, algunos pocos tienen un probable origen árabe.

No obstante, Abercromby no se queda solo con este primer resultado, sino que va un poco más allá y se centra en el estudio morfosintáctico. Así descubrió que hay palabras en todo el archipiélago que contienen el sonido no bereber de la p, el cual se da mayoritariamente en las lenguas hamíticas. Su sonido se encuentra en varios idiomas, pero la que realmente resalta es la libia occidental, pues esto demuestra la posibilidad de que los primeros pobladores, provenientes del norte africano, trajeran consigo en su sistema dicho sonido. Esto le llevó a pensar que la lengua canaria era un estadio primitivo del bereber moderno. 
Wölfel llegó a la conclusión de que había una gran parte de material lingüístico que podía tener perfectos paralelos con el bereber, mientras una parte de ella era imposible explicarlo usando como modelo el bereber actual. Por tanto, confirma la clase III de la que Abercromby hablaba en su clasificación. Esto podría explicarse por una adaptación de la lengua bereber tras la llegada a la isla, como se plantea en la clase II de Abercromby. G. Marcy concluyó en sus numerosos trabajos lo mismo que Abercromby, pero añade algo más: Los primeros moradores poseían elementos afines a los bereberes norteafricanos, sin excluir a la posible participación de otros núcleos no berberófonos en el poblamiento de Canarias. Pero debido a la documentación que disponía y a los estudios lingüísticos que había llevado a cabo creía poder afirmar que esos antiguos ocupantes no dejaron huella lingüística alguna.

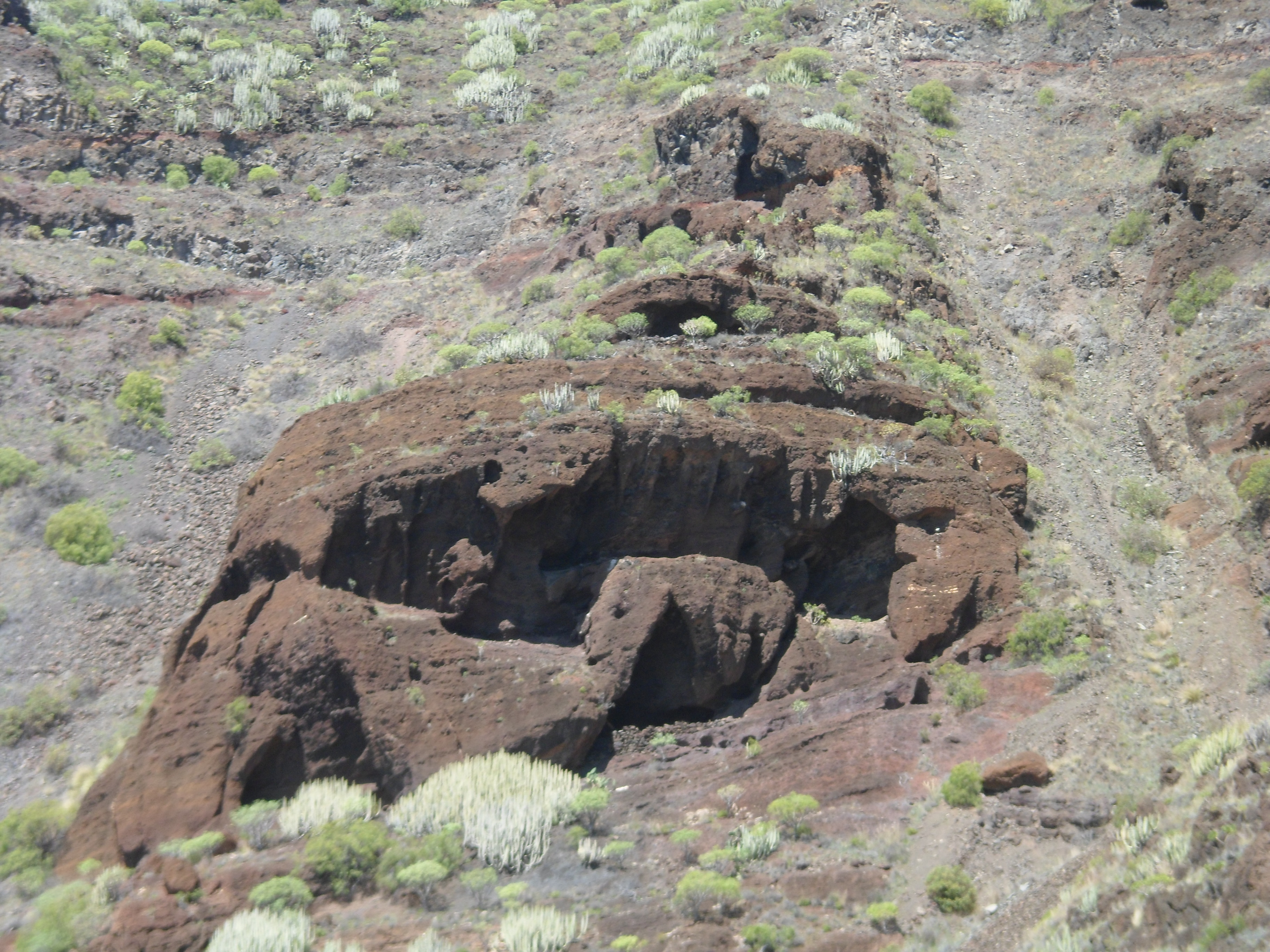
Asentamiento natural de los aborígenes canarios.

#### Escritura líbico-bereber en Canarias
El caso de Canarias es importante porque en las islas coexisten dos sistemas escriturarios. Además, aparecen otras manifestaciones escriturarias, geométricas, simbólicas y figurativas, que son los testimonios epigráficos que nos han llegado de los antiguos pobladores prehispánicos de las islas. Uno de ellos es el líbico-bereber, y el otro, el conocido como líbico-canario. Del líbico-bereber hay vínculos con algunas de las 4 modalidades africanas ya comentadas. Renata A. Springer afirma que de los 21 caracteres verticales del líbico-oriental, 18 aparecen en Canarias. En el caso de los tifinagh, de los 21 a 26 caracteres conocidos de sus alfabetos, solo la mitad aparecen en los epígrafes canarios.
En cambio, «la escritura líbico-canaria no se ha identificado en ningún otro punto geográfico del continente africano, a excepción de Bu Njem en Libia», y solo está presente en las islas de Lanzarote y Fuerteventura, donde su uso se generalizó hasta tal punto, «que el líbico-bereber mantiene un carácter secundario y adjunto, más que auxiliar, del alfabeto líbico-canario». Renata A. Springer y María A. Perera aseveran que «la escritura conocida como líbico-canaria no ha permitido hasta la fecha reconocer su adscripción a un sistema alfabético importado desde el exterior, por lo que se desconoce su historia y procedencia desde un lugar en concreto(...) aparentemente, la población optó en un momento dado por sustituir la grafía líbico-bereber por la líbico-canaria. Cómo, cuándo y por qué ocurrió este cambio aún se desconoce. Lo único seguro es que ambas perduraron conjuntamente durante cierto tiempo».
Dadas las nuevas inscripciones líbico–bereberes halladas en los últimos veinte años se ha podido constituir un vasto corpus que ha permitido la comparación de los signos usados en las islas para comprobar si hay divergencias entre ellas. No obstante, sigue siendo una gran incógnita el momento en que esta grafía arribó a las islas y cuál es el lugar de procedencia exacto. Esto se debe a que, mediante comparación con las lenguas norteafricanas actuales, se conoce que la escritura líbico – bereber canaria contiene signos compatibles tanto con textos líbicos del norte de Túnez como del noreste de Argelia, como del ámbito sahariano. 
Aunque se ignora, en gran parte, si la lengua hablada (de lo poco que pudo rescatarse tras la conquista), como consecuencia de movimientos poblacionales procedentes de varias regiones norteafricanas a lo largo de distintas épocas, pudo ser un significativo reflejo de distinciones cronológicas y diatópicas. Según R. A. Springer, esta posibilidad parece ser avalada por una serie de testimonios, que parecen indicar que en algunas islas los canarios tenían hablas diferentes, aunque procedentes de un sustrato común. El hallazgo de cuantiosos yacimientos donde se han encontrado inscripciones se distribuye, en número, irregularmente en las islas, lo que restringe la aplicación homogénea de conclusiones a todo el archipiélago en un estudio comparativo. El Hierro y Lanzarote son las islas donde mayor concentración de inscripciones se ha hallado, mientras que en el resto de islas es sensiblemente menor. No obstante, las dos primeras islas aportan características de especial interés como la técnica, que son dos: la del picado, mayoritaria en El Hierro; y la de incisión, usada en casi todas las inscripciones lanzaroteñas. También cabe resaltar que en Gran Canaria hay inscripciones donde se ha usado ambas técnicas. Mientras que, en el norte africano y el Sáhara es fácil conocer el marco temporal que envuelve a las inscripciones en función de los motivos que predominan en los distintos períodos rupestres (bóvido, caballo, camello y búbalo), en Canarias esto no es aplicable porque no existe tal periodización rupestre. Los motivos característicos, dada su frecuente aparición, son de tipo geométrico, antropomorfo y podomorfo. Estos son elementos frecuentes en cualquier parte del mundo, lo que dificulta su posición en el tiempo y el espacio, y el desciframiento de su significado. R. A. Springer establece una clasificación de los motivos canarios atendiendo a la naturaleza de éstos distinguiendo lo siguiente: la escritura (grafía líbico-bereber y líbico-canaria), los motivos figurativos, subclasificados de la siguiente manera:
- Motivos geométricos, que son mayoritarios.
- Tendencia curvilínea, abundante en La Palma con técnica picada. De aquí también proceden los motivos de gran tamaño fundamentalmente.
- Tendencia rectilínea, que abunda en el resto de islas.
- Podomorfos, frecuentes en Lanzarote y Fuerteventura.
- Antropomorfos, frecuente en Gran Canaria.

Lo cierto es que, el líbico–bereber no fue una escritura institucionalizada y se extendió por todo el norte africano sin pertenecer a una estructura estatal concreta, por lo que aún hoy se desconoce cómo se originó, pues no se conocen epígrafes o vestigios del empleo de esta escritura con fines relacionados con la contabilidad. Es muy posible que la falta de dicha institucionalización que regulase la escritura de este idioma, fue lo que facilitó la proliferación de alfabetos variados. 
Al menos, lo que, comparativamente, se conoce entre las modalidades norteafricanas y saharianas, parece demostrar que el corpus de caracteres empleados en las inscripciones canarias ha sido relativamente homogéneo. Así como las divergencias que se han detectado se han relacionado con la incorporación de un signo en alguna zona de yacimientos o yacimiento concreto y no parecen mostrar una distribución generalizada. Esta hipótesis es defendible, pues parece confirmar la idea de una evolución del alfabeto en Canarias a través del tiempo.[cita requerida]